# Aukruger Weg

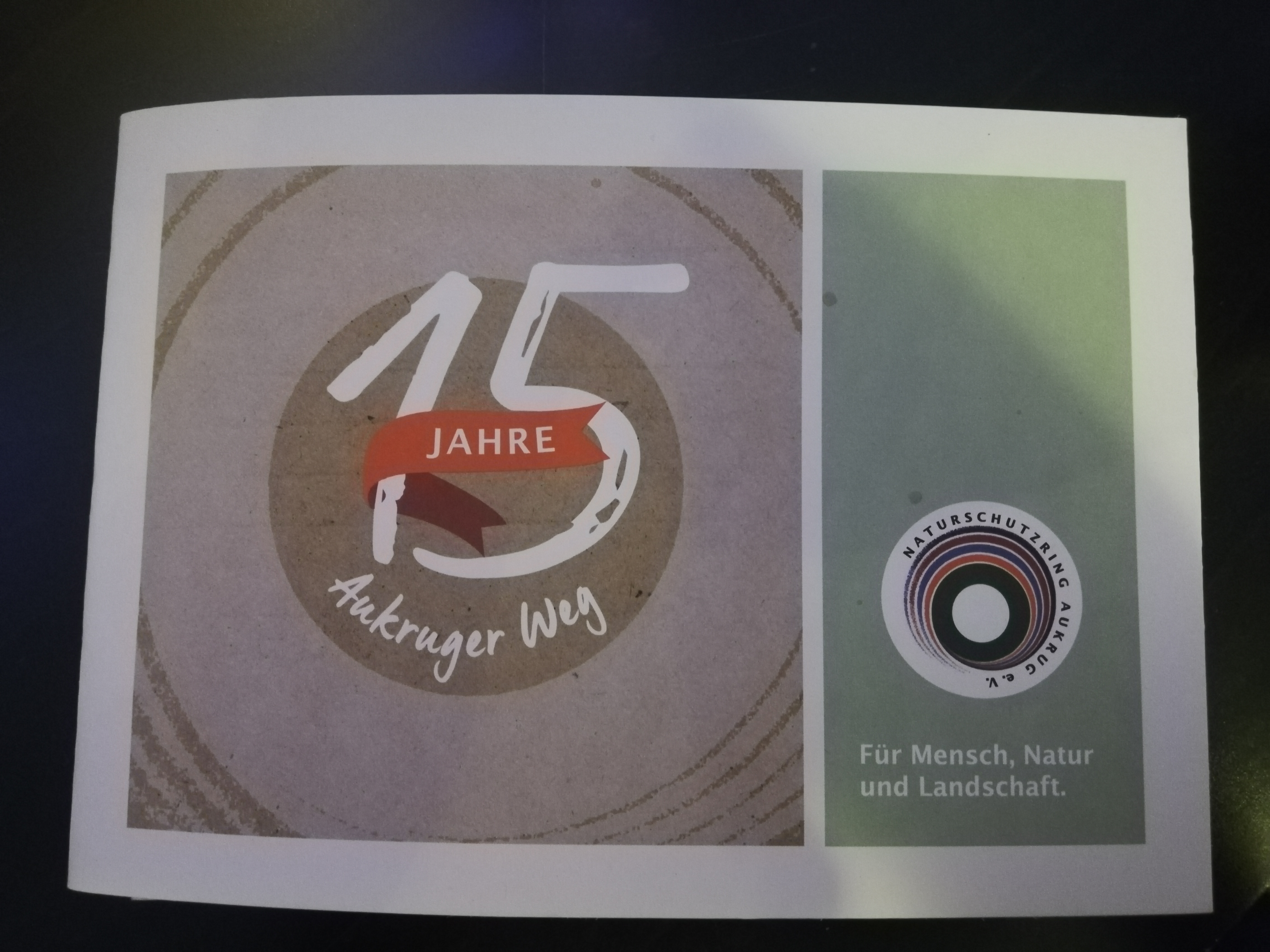
Jubiläumsbroschüre 15 Jahre Aukruger Weg

Der Aukruger Weg ist das bundesweit erste Konzept einer dem Naturschutz dienenden Biotop- und Landschaftspflege ohne staatliche Regelungen. Dieses auf Freiwilligkeit basierende Naturschutzkonzept, ersetzt im Naturpark Aukrug die Ausweisung eines staatlich verordneten Landschaftsschutzgebietes (LSG). Das Konzept gilt als richtungsweisend für einen Naturschutz ohne Ordnungsrecht – der Begriff Aukruger Weg wird inzwischen als Synonym für die freiwillige und regionale Organisation des Naturschutzes verwendet.

## Konzeption
Für die Umsetzung wurde 2001 unter Mithilfe der Kurt und Erika Schrobach-Stiftung der Naturschutzring Aukrug e.V. gegründet. Durch diesen Zusammenschluss verschiedener Naturschutzvereine werden die unterschiedlichen Interessen der Landnutzer in der Region zusammenführt und ein effektiver Natur- und Gewässerschutz gewährleistet. Der Naturschutzring ist Träger des im Jahr 2004 ins Leben gerufenen Natur- und Gewässerschutzprojektes Aukrug, das sich dem Erhalt artenreicher Lebensräume im Naturpark Aukrug widmet und seitdem als Aukruger Weg bekannt wurde. Da sich die Ziele des Projektes mit den Zielen und Verpflichtungen des Landes Schleswig-Holstein decken, erhält der Naturschutzring die für die Umsetzung notwendigen Mittel vom Land. Die Verantwortung zur Erfüllung von Verpflichtungen des Landes wurde auf die regionalen Akteure aus Landwirtschaft, Naturschutz, Kommunen, Tourismus und Gewerbe übertragen, die die im Projekt vereinbarten Vorgaben vor Ort umsetzen.
Der seit 2007 bestehende Artenschutzkatalog beinhaltet Maßnahmen, die in Form von Vertragsnaturschutzmaßnahmen von Landbesitzern vor Ort auf privaten Flächen in einer 
dreijährigen Erprobungsphase umgesetzt werden. Während bisher durch lokale Bündnisse im Wesentlichen regional orientierte Naturschutzprojekte in unterschiedlichen Naturräumen realisiert wurden, trägt der Artenschutzkatalog Aukrug dazu bei, Verpflichtungen des Landes in Bezug auf die europäischen Naturschutzrichtlinien im Rahmen des Naturschutz-Netzwerkes Natura 2000 unmittelbar umzusetzen.